# 참새친구 처피
참새친구 처피(네덜란드어: Tjilp de Mus)는 1994년에 상업 채널 VTM을 대신하여 포에닉스 비전 NV에서 만든 벨기에 애니메이션 시리즈이다.
KBS의 《열려라 꿈동산》에서 소개되면서 한국어로 번역된 바 있다. 처피로 번역된 Tjilp는 네덜란드어로 새의 울음소리를 흉내 낸 의성어이다. 처피는 갈색 깃털이 있고 녹색 모자와 노란색 티셔츠를 입은 참새의 의인화된 캐릭터이다.